# Isidor Marí i Mayans
Isidor Marí i Mayans (Eivissa, 4 d'abril de 1949) és un professor i sociolingüista eivissenc.
Es llicencià (1972) en Filologia Catalana a la Universitat de Barcelona i va començar la seva carrera acadèmica com a professor de la Facultat de Filosofia i Lletres de les Balears, (1972-1980), on va dirigir el Departament de Llengua i Literatura Catalanes i va intervenir directament en la incorporació de la llengua catalana al sistema educatiu de les Illes Balears. Al principi, els seus interessos anaven dirigits a la cultura popular. Posteriorment, la seva activitat s'ha centrat en la sociolingüística i la planificació lingüística.
Del 1980 al 1996, va treballar en el Departament de Cultura de la Generalitat de Catalunya, com a cap del Servei d'Assessorament Lingüístic (1980-1988) i com a sotsdirector general de Política Lingüística (1989-1996). Entre altres projectes, va promoure el curs Digui, digui... i el Centre de Terminologia Termcat, que va dirigir de 1988 a 1997. Des de 1989 és membre de la Secció Filològica de l'Institut d'Estudis Catalans. El 1996 va passar a treballar per la Universitat Oberta de Catalunya com a director dels estudis d'Humanitats i Filologia. L'any 2007 rep el Premi Lupa d'Or de l'Associació de sociolingüistes de llengua catalana. Del 2010 al 2014 va ser president de la Secció Filològica de l'Institut d'Estudis Catalans, l'acadèmia de la llengua catalana. També és membre del Consell Consultiu de la Plataforma per la Llengua.
També té una faceta com a músic: fou integrant dels grups de música Isidor i Joan (1965-1966), Uc (1974-1985) i, des de 1999, de Falsterbo Marí. També ha actuat en solitari.
El 2017 va anar a les llistes de Junts per Catalunya per Barcelona a les Eleccions al Parlament de Catalunya de 2017. Anteriorment, havia estat el candidat al Senat d'una candidatura unitària de l'esquerra pitiüsa a les eleccions generals espanyoles de 1979.

## Obra

### Escrits
- 1981: L'estandardització de la llengua catalana. Perspectives actuals
- 1984: La nostra pròpia veu
- 1991: El debat autonòmic a les Illes durant la Segona República (amb Guillem Simó Roca)
- 1992: Un horitzó per a la llengua
- 1992: Les illes oblidades (editor)
- 1993: Conocer la lengua y la cultura catalanas
- 1996: Plurilingüisme europeu i llengua catalana
- 2001: La cultura a Eivissa i Formentera (segles XIX i XX)
- 2002: Una política intercultural per a les Balears?

En obres col·lectives
- 1983: Registres i varietats de la llengua, COM ensenyar català als adults, 3, 27-37.
- 1986: Sobre l'estàndard i l'ensenyament del català, COM ensenyar català als adults. 12, Barcelona, Generalitat de Catalunya, 23-25.
- 1987: Noves consideracions sobre l'estàndard, COM, 15, 23-25.
- 1987: Varietats i registres en la llengua dels mitjans de comunicació de masses, a Actes de les Segones Jornades de la Llengua Normativa. Barcelona, Publicacions de l'Abadia de Montserrat, 9-30.
- 1990: Consideracions prèvies per a la difusió d'un model lingüístic als mitjans de comunicació, a La llengua als mitjans de comunicació. València, Antoni Ferrando (ed.). Inst. Filologia Valenciana, 17-24.
- 1992: Estat d'elaboració dels registres, a Segon Congrés Internacional de la Llengua catalana, IV, àrea 3. Lingüística Social. Palma, Universitat de les Illes Balears.
- 1999: La planificació lingüística, a El català. Un debat a finals del segle xx. Barcelona, la Busca edicions, 81-108.
- 2006 Mundialització, interculturalitat i multilingüisme Palma: Lleonard Muntaner. (Premi La lupa d'or de l'Associació de Sociolingüistes de Llengua Catalana)

### Discografia
Amb Uc
- 1974: Cançons d'Eivissa
- 1976: En aquesta illa tan pobra
- 1979: Una ala sobre el mar

Amb Falsterbo Marí
- 2000: Salta un ocell
- 2002: Cor de crom

En solitari
- 2006: Ansa per ansa, amb unes cançons amb cant redoblat
- 2013: Serà molt fort - 14 versions de Bob Dylan

## Premis i reconeixements
- Premi de Traducció de Poesia Jordi Domènech, 2009, per la traducció de Vents de Saint-John Perse.[cal citació]
- Creu de Sant Jordi, 2025, per la seva destacada dedicació a la normalització, promoció i difusió de la llengua catalana.[7][8]